# Recaredo Santos Tornero
Recaredo Santos Tornero Olmos (Valparaíso, Chile, 14 de octubre de 1842-Santiago, Chile, 26 de julio de 1902) fue un editor, impresor y director del diario El Mercurio de Valparaíso y fundador del diario El Comercio. En 1872 publicó su obra Chile ilustrado, la cual intentaba hacer un resumen estadístico, geográfico, histórico, político y social del país.

## Biografía
Recaredo Santos Tornero nació en la ciudad de Valparaíso, el 14 de octubre de 1842, era hijo del inmigrante español José Santos Tornero Monteros, quien fuera el propietario de la primera librería pública de Chile y de doña Carmen Olmos de Aguilera Orrego, oriunda de la ciudad de Quillota. Recaredo junto a sus 12 hermanos se formaron en una familia de tradición periodística y de librerías.
Recaredo realizó sus estudios en Instituto Nacional de Santiago y luego viajó a Francia para estudiar en la Escuela Superior de Comercio de París. 
Regresó a Chile en el año 1860, con 18 años de edad, para ayudar a su padre en las empresas que incluían la Librería Española, la imprenta El Mercurio y el periódico El Mercurio de Valparaíso.
En 1864 y hasta 1867 formó parte de la Sociedad Santos Tornero e hijos, sociedad a cargo de los distintos negocios de la familia. Con la disolución de la Sociedad, se hace cargo del periódico El Mercurio de Valparaíso.

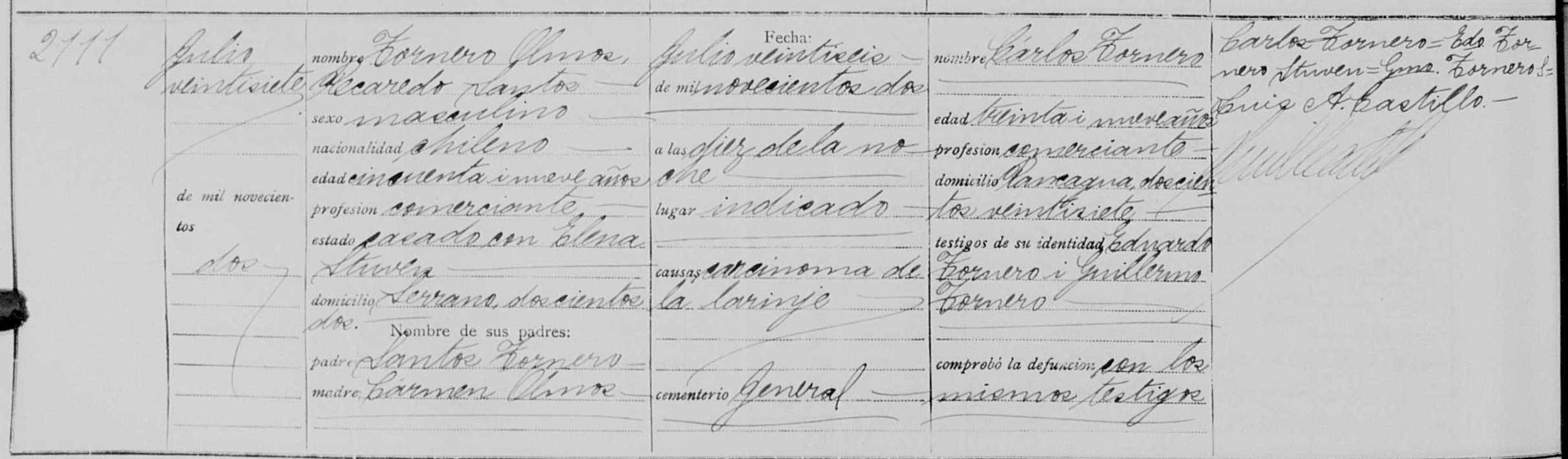
Registro de defunción de Tornero.

Recaredo contrajo matrimonio con Elena Stuven Olmos de Aguilera, y tuvo 4 hijos: Carmela, Recaredo, Teresa y Enrique.
En el año 1872 viaja a Paris, adquiere nuevas ideas de publicaciones, tomando como inspiración una obra de su padre editada en 1847 Guía General de la República de Chile, publica en 1872 una novedosa obra con dibujos denominada Chile Ilustrado.
En 1875, vendió su parte del periódico El Mercurio de Valparaíso a su socio.
En el año 1876, su obra Chile Ilustrado fue premiada en una muestra de libros en el marco de la Exposición Universal de Filadelfia.
En 1879 se trasladó nuevamente a Europa con su familia. Durante su estadía adquirió maquinarias que le permitieron establecer la primera fábrica de papel en Chile, cuando regresó en el año 1880. Una vez en Chile, Recaredo Tornero se establece en el barrio del Almendral en la ciudad de Valparaíso, donde instala una imprenta y una librería. La fábrica de papel no tuvo el éxito esperado y perdió gran parte de la inversión.
Al año siguiente, en 1881, fallece su hermano Orestes Tornero, por lo que toma la administración de la Librería del Mercurio, cuya especialidad eran los libros de enseñanza y la traducción de obras francesas.
Años más tarde en 1890, en víspera de la Revolución, el presidente Manuel Balmaceda se hallaba enfrascado en una pugna contra la prensa que pertenecía en su mayoría a la oposición. Recaredo, que tenía una cercana amistad con el presidente, decide fundar el diario El Comercio para apoyar la causa liberal. 
Recaredo Santos Tornero falleció a los 59 años en la ciudad de Santiago el 26 de julio de 1902. La causa de muerte fue registrada como "carcinoma a la laringe".
Al año siguiente, en 1903, su hermano Carlos Tornero, siguiendo la tradición de su padre y de su hermano, publica un lujoso álbum denominado Chile, esta vez acompañado de dibujos, mapas y fotografías.

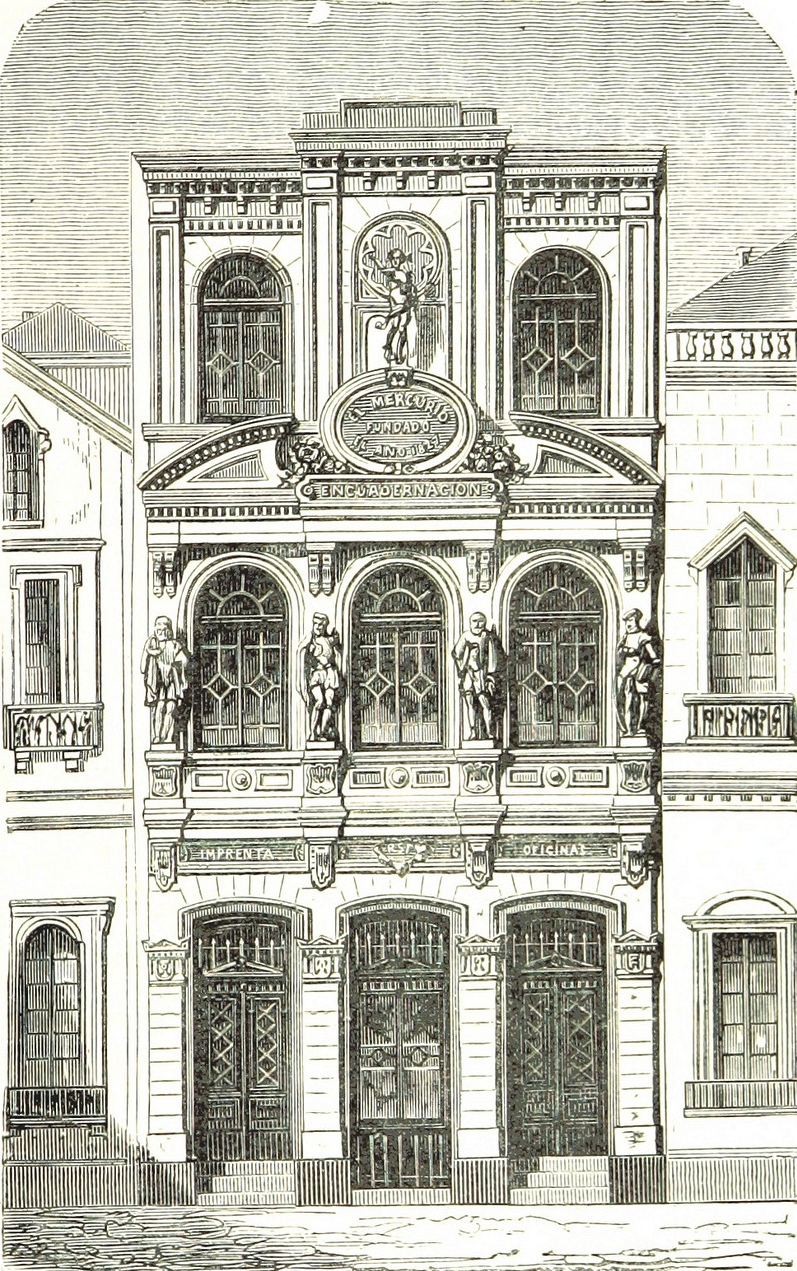
Fachada Imprenta El Mercurio de Valparaíso, 1872.

## El Mercurio de Valparaíso
La familia Tornero había adquirido la Imprenta y el periódico El Mercurio de Valparaíso en septiembre de 1842. Pocos años después en 1845 se crea la Agencia y Librería de El Mercurio en la ciudad de Santiago y en 1847 la "Librería de El Mercurio" en Valparaíso.
Sin embargo, tras el conflicto entre Chile y España que terminó con el bombardeo de Valparaíso en marzo de 1866, provoca que muchos españoles residentes migren. Es así que José Santos Tornero, su mujer y cuatro hijos menores se embarcaron hacia El Callao y luego hacia España dejando a cargo de sus hijos chilenos, Recaredo Santos y Orestes León las empresas establecidas en Santiago, Valparaíso y en El Callao.
Dado que las tensiones con España habían comenzado el año 1864, José Santos creó la Sociedad Santos Tornero e hijos para administrar sus negocios, dejando el año 1866 la administración del periódico a su hijo Orestes León Tornero quien llevaba cinco años trabajando en él.
El año 1867 se disuelve la Sociedad Santos Tornero e hijos, y de esta manera, Recaredo Tornero queda a cargo de la imprenta y el periódico El Mercurio, mientras que su hermano Orestes se hizo cargo de las librerías y la imprenta de libros de enseñanza.
Recaredo se transformó en editor-propietario de El Mercurio hasta 1870 cuando conoció a Camilo Letelier, quien sería su socio en esta empresa. Durante su administración El Mercurio mostró un significativo impulso entre las que destacan en 1869 la construcción de un edificio para la imprenta y oficinas del periódico. A fines de ese mismo año regresa su familia desde España quienes se habían empapado de las nuevas técnicas y uso de nuevos materiales utilizados en las imprentas y periódicos de Europa, lo que significó una importante modernización en estos negocios en Chile.
Recaredo Santos realiza cambios en la administración del periódico El Mercurio e incorpora a la dirección al intelectual Manuel Blanco Cuartín, quien enriqueció el periódico con temas de cultura y literatura.
En 1870 conoce a Camilo Letelier Moxó, quien sería su principal socio en esta empresa. Después de nueve años de una exitosa gestión, Recaredo vende en el año 1875 su parte del periódico a su socio y pocos años después, en 1880 el diario es adquirido por Agustín Edwards Ross. 

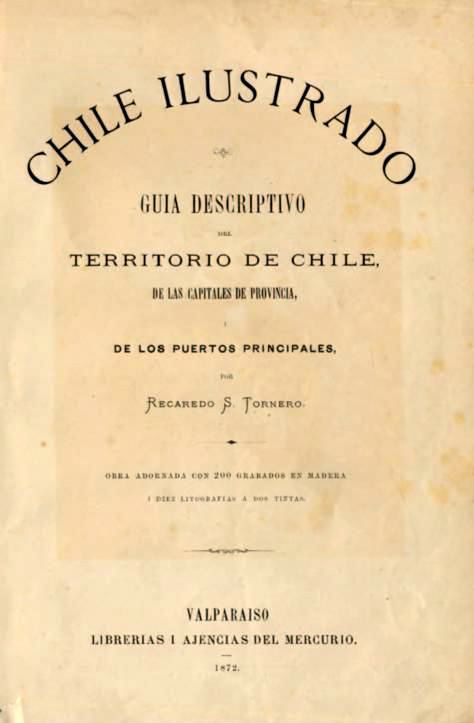
Página principal del libro Chile ilustrado, publicado en 1872.

## Chile Ilustrado
En 1872 publicó su obra más conocida, Chile ilustrado: guía descriptiva del territorio de Chile, de las capitales de Provincia, de los puertos principales. Este libro fue impreso en las Librerías i Agencias de El Mercurio de propiedad de la familia Tornero y que era la principal casa editorial de la época. Se trata de una guía descriptiva de Chile, inspirada en una guía similar publicada por su padre en el año 1847 titulada Guía General de la República de Chile, pero que incorporó un importante apoyo de material gráfico, según las nuevas tendencias que Recaredo Tornero había observado ese mismo año en Europa. 
El libro se convirtió en el primer álbum ilustrado de Chile y contenía 200 grabados en madera y 10 litografías a dos tintas, técnica recientemente inventada en la época. Además incorporó una guía descriptiva, resumen histórico, político, industrial, social y estadístico del país. Gracias a las técnicas utilizadas, este libró fue premiado cuatro años más tarde en la muestra de libros realizada en la Exposición Universal de Filadelfia.